# Calvin Kattar
Calvin Kattar (Methuen, Massachusetts, Estados Unidos, 26 de marzo de 1988) es un artista marcial mixto estadounidense que compite en la división de peso pluma de Ultimate Fighting Championship. Desde el 21 de mayo de 2024, se encuentra en la posición #9 en el ranking de peso pluma de UFC.

## Primeros años
Hijo de James y Sandra Kattar, nació y creció en Methuen, Massachusetts. Tiene dos hermanos y una hermana. Tras iniciarse en el deporte en noveno grado, fue un destacado luchador en el instituto de Methuen, llegando a estar en el octavo puesto del estado (160 libras) y el quinto puesto en los campeonatos estatales de la División I de la MIAA como mayor en 2006. Tras graduarse, no estaba seguro de si debía luchar en la universidad o no, y acabó optando por seguir una carrera en artes marciales mixtas. Después, obtuvo un título de asociado en el Colegio Comunitario Middlesex. En una entrevista, expresó que tuvo la oportunidad de entrenar con Nick y Nate Diaz cuando tenía 19 años, y cómo eso influyó en su forma de entrenar, declarando:

"Tengo como tres narices sangrantes al día. Estoy ahí fuera, trabajando como un perro. Estoy solo. Pero fue una gran oportunidad. A largo plazo pude ver a estos tipos y cómo entrenan en la Costa Oeste. Ver a los hermanos Diaz entrenar a la 1 de la mañana y darme cuenta de que puedes mentirte a ti mismo y decir que los chicos no se entrenan así, pero en algún lugar lo hacen. Estuve expuesto a eso, lo cual es genial".

## Carrera en las artes marciales mixtas

### Inicios
Ganó ocho combates consecutivos y estuvo invicto durante más de siete años compitiendo en el circuito regional, principalmente en su Nueva Inglaterra natal, antes de su carrera en la UFC.

### Ultimate Fighting Championship
Debutó en la UFC contra Andre Fili el 29 de julio de 2017 en UFC 214. Ganó el combate por decisión unánime.
Se enfrentó a Shane Burgos el 20 de enero de 2018 en UFC 220. Ganó el combate por nocaut técnico en el tercer asalto. Este combate le valió el premio a la Pelea de la Noche.
Se enfrentó a Renato Moicano el 7 de abril de 2018 en UFC 223. Perdió el combate por decisión unánime.
Se enfrentó a Chris Fishgold el 27 de octubre de 2018 en UFC Fight Night: Volkan vs. Smith. Ganó el combate por TKO en el primer asalto. Con este combate, cumplió su primer contrato de cuatro combates con la UFC.
Se enfrentó a Ricardo Lamas en UFC 238 el 8 de junio de 2019. Ganó el combate por nocaut en el primer asalto.
Se esperaba que se enfrentara a Zabit Magomedsharipov el 18 de octubre de 2019 en UFC on ESPN: Reyes vs. Weidman. Sin embargo, Magomedsharipov fue retirado de la cartelera debido a una lesión el 13 de septiembre y el emparejamiento fue reprogramado para el 9 de noviembre de 2019 en UFC Fight Night: Magomedsharipov vs. Kattar. Perdió el combate por decisión unánime. Este combate le valió el premio a la Pelea de la Noche.
Se esperaba que se enfrentara a Jeremy Stephens el 18 de abril de 2020 en UFC 249. Sin embargo, el 9 de abril, el presidente de la UFC, Dana White, anunció que este evento fue pospuesto y el combate finalmente tuvo lugar el 9 de mayo de 2020. En el pesaje del 8 de mayo, Stephens no alcanzó el peso, pesando 150.5 libras, 4.5 libras por encima del límite de peso pluma sin título. Como resultado, el combate se celebró como un combate de peso acordado y Stephens fue multado con el 20% de su bolsa, que fue a parar a Kattar. Ganó el combate por TKO en el segundo asalto.
Se enfrentó a Dan Ige el 16 de julio de 2020 en UFC on ESPN: Kattar vs. Ige. Ganó el combate por decisión unánime.
Se enfrentó a Max Holloway el 16 de enero de 2021 en UFC on ABC: Holloway vs. Kattar. Perdió el combate por decisión unánime. Este combate le valió el premio a la Pelea de la Noche.
Se enfrentó a Giga Chikadze el 15 de enero de 2022 en UFC Fight Night: Kattar vs. Chikadze. Ganó el combate por decisión unánime. Este combate le valió el premio a la Pelea de la Noche.
Se enfrentó a Josh Emmett el 18 de junio de 2022 en UFC on ESPN: Kattar vs. Emmett. Perdió el combate por decisión dividida. Este combate le valió el premio a la Pelea de la Noche.
Se enfrentó a Arnold Allen el 29 de octubre de 2022 en UFC Fight Night: Kattar vs. Allen. Perdió el combate por TKO en el segundo asalto tras sufrir una lesión en la rodilla derecha que no le permitió continuar.

#### 2024
Kattar enfrentó al ex-Campeón Mundial de Peso Gallo de UFC Aljamain Sterling el 13 de abril de 2024, en UFC 300. Perdió la pelea por decisión unánime.
Kattar está programado para enfrentarse a Kyle Nelson el 7 de septiembre de 2024 en UFC Fight Night 244.

## Campeonatos y logros

### Artes marciales mixtas
- Ultimate Fighting Championship
  - Pelea de la Noche (cinco veces) vs. Shane Burgos, Zabit Magomedsharipov, Max Holloway, Giga Chikadze y Josh Emmett[13][24][36][40][43]
- MMAJunkie.com
  - KO del mes de mayo de 2020 vs. Jeremy Stephens[50]

## Récord en artes marciales mixtas
| Récord profesional | Récord profesional | Récord profesional |
| 32 peleas          | 23 victorias       | 9 derrotas         |
| ------------------ | ------------------ | ------------------ |
| Nocaut             | 11                 | 1                  |
| Sumisión           | 2                  | 1                  |
| Decisión           | 10                 | 6                  |

| Resultado | Récord | Oponente              | Método                                     | Evento                                      | Fecha                    | Ronda | Tiempo | Localización               | Notas                                                                 |
| --------- | ------ | --------------------- | ------------------------------------------ | ------------------------------------------- | ------------------------ | ----- | ------ | -------------------------- | --------------------------------------------------------------------- |
| Derrota   | 23-9   | Youssef Zalal         | Decisión (unánime)                         | UFC Fight Night: Cannonier vs. Rodrigues    | 16 de febrero de 2025    | 3     | 5:00   | Las Vegas, Nevada          |                                                                       |
| Derrota   | 23-8   | Aljamain Sterling     | Decisión (unánime)                         | UFC 300                                     | 13 de abril de 2024      | 3     | 5:00   | Las Vegas, Nevada          |                                                                       |
| Derrota   | 23-7   | Arnold Allen          | TKO (lesión en la rodilla)                 | UFC Fight Night: Kattar vs. Allen           | 29 de octubre de 2022    | 2     | 0:08   | Las Vegas, Nevada          |                                                                       |
| Derrota   | 23-6   | Josh Emmett           | Decisión (dividida)                        | UFC on ESPN: Kattar vs. Emmett              | 18 de junio de 2022      | 5     | 5:00   | Austin, Texas              | Pelea de la Noche.                                                    |
| Victoria  | 23-5   | Giga Chikadze         | Decisión (unánime)                         | UFC on ESPN: Kattar vs. Chikadze            | 15 de enero de 2022      | 5     | 5:00   | Las Vegas, Nevada          | Pelea de la Noche.                                                    |
| Derrota   | 22-5   | Max Holloway          | Decisión (unánime)                         | UFC on ABC: Holloway vs. Kattar             | 16 de enero de 2021      | 5     | 5:00   | Abu Dhabi                  | Pelea de la Noche.                                                    |
| Victoria  | 22-4   | Dan Ige               | Decisión (unánime)                         | UFC on ESPN: Kattar vs. Ige                 | 16 de julio de 2020      | 5     | 5:00   | Abu Dhabi                  |                                                                       |
| Victoria  | 21-4   | Jeremy Stephens       | KO (codazos)                               | UFC 249                                     | 9 de mayo de 2020        | 2     | 2:42   | Jacksonville, Florida      | Combate de peso acordado (150.5 libras); Stephens no alcanzó el peso. |
| Derrota   | 20-4   | Zabit Magomedsharipov | Decisión (unánime)                         | UFC Fight Night: Magomedsharipov vs. Kattar | 9 de noviembre de 2019   | 3     | 5:00   | Moscú                      | Pelea de la Noche.                                                    |
| Victoria  | 20-3   | Ricardo Lamas         | KO (puñetazos)                             | UFC 238                                     | 8 de junio de 2019       | 1     | 4:06   | Chicago, Illinois          |                                                                       |
| Victoria  | 19-3   | Chris Fishgold        | TKO (puñetazos)                            | UFC Fight Night: Volkan vs. Smith           | 27 de octubre de 2018    | 1     | 4:11   | Moncton, Nuevo Brunswick   |                                                                       |
| Derrota   | 18-3   | Renato Moicano        | Decisión (unánime)                         | UFC 223                                     | 7 de abril de 2018       | 3     | 5:00   | Brooklyn, Nueva York       |                                                                       |
| Victoria  | 18-2   | Shane Burgos          | TKO (puñetazos)                            | UFC 220                                     | 20 de enero de 2018      | 3     | 0:32   | Boston, Massachusetts      | Pelea de la Noche.                                                    |
| Victoria  | 17-2   | Andre Fili            | Decisión (unánime)                         | UFC 214                                     | 29 de julio de 2017      | 3     | 5:00   | Anaheim, California        |                                                                       |
| Victoria  | 16-2   | Chris Foster          | Decisión (unánime)                         | CES 38: Soriano vs. Makashvili              | 23 de septiembre de 2016 | 3     | 5:00   | Mashantucket, Connecticut  |                                                                       |
| Victoria  | 15-2   | Kenny Foster          | Decisión (dividida)                        | CES 34: Curtis vs. Burrell                  | 1 de abril de 2016       | 3     | 5:00   | Mashantucket, Connecticut  |                                                                       |
| Victoria  | 14-2   | Gabriel Baino         | Decisión (unánime)                         | Combat Zone 44: Steel Cage Fighters         | 14 de junio de 2013      | 3     | 5:00   | Salem, Nuevo Hampshire     |                                                                       |
| Victoria  | 13-2   | Saul Almeida          | Decisión (unánime)                         | CES 13: Real Pain                           | 6 de octubre de 2012     | 3     | 5:00   | Providence, Rhode Island   |                                                                       |
| Victoria  | 12-2   | Cody Stevens          | Decisión (unánime)                         | Combat Zone 39: Smack Down at the Rock      | 21 de octubre de 2011    | 3     | 5:00   | Salem, Nuevo Hampshire     | Debut en el peso pluma.                                               |
| Victoria  | 11-2   | Luiz Rodrigues        | Decisión (unánime)                         | Combat Zone 36: Smashing on the Rock        | 28 de enero de 2011      | 3     | 5:00   | Salem, Nuevo Hampshire     |                                                                       |
| Victoria  | 10-2   | Chris Connor          | TKO (puñetazos)                            | Combat Zone 33: Massacre in the Meadow      | 19 de junio de 2010      | 1     | 3:40   | Gilford, Nuevo Hampshire   |                                                                       |
| Victoria  | 9-2    | Jeff Anderson         | TKO (puñetazos)                            | Xtreme Championship Fight League 2          | 26 de marzo de 2010      | 3     | 4:05   | Lowell, Massachusetts      |                                                                       |
| Derrota   | 8-2    | Don Carlo-Clauss      | Decisión (dividida)                        | Xtreme Championship Fight League 1          | 6 de febrero de 2010     | 3     | 5:00   | Marlborough, Massachusetts |                                                                       |
| Victoria  | 8-1    | Andrew Montanez       | Decisión (unánime)                         | American Steel Cagefighting 2               | 11 de septiembre de 2009 | 5     | 5:00   | Salem, Nuevo Hampshire     |                                                                       |
| Victoria  | 7-1    | Rodrigo Almeida       | Sumisión (estrangulamiento por guillotina) | World Championship Fighting 7               | 27 de junio de 2009      | 1     | 2:16   | Wilmington, Massachusetts  |                                                                       |
| Victoria  | 6-1    | Jonathan Bermudez     | TKO (puñetazos)                            | Combat Zone 27: The Rock 2                  | 6 de febrero de 2009     | 1     | 0:29   | Salem, Nuevo Hampshire     |                                                                       |
| Victoria  | 5-1    | Bobby Diaz            | Sumisión (estrangulamiento por triángulo)  | World Championship Fighting 5               | 14 de noviembre de 2008  | 1     | 1:21   | Wilmington, Massachusetts  |                                                                       |
| Victoria  | 4-1    | Kevin Roddy           | KO (puñetazos)                             | Combat Zone 26: The Rock                    | 26 de septiembre de 2008 | 1     | 0:47   | Salem, Nuevo Hampshire     |                                                                       |
| Derrota   | 3-1    | James Jones           | Sumisión (estrangulamiento por detrás)     | EliteXC: Primetime                          | 31 de mayo de 2008       | 1     | 4:49   | Newark, Nueva Jersey       |                                                                       |
| Victoria  | 3-0    | Bob Pupa              | TKO (sumisión a puñetazos)                 | Combat Zone 24: Renaissance                 | 13 de octubre de 2007    | 1     | 0:51   | Revere, Massachusetts      |                                                                       |
| Victoria  | 2-0    | Donald Peters         | TKO (puñetazos)                            | Combat Zone 23: Down and Out                | 25 de agosto de 2007     | 1     | N/A    | Revere, Massachusetts      |                                                                       |
| Victoria  | 1-0    | Tony Armijo           | TKO (puñetazos)                            | Combat Zone 22: Cage Masters 3              | 23 de junio de 2007      | 1     | 2:02   | Derry, Nuevo Hampshire     |                                                                       |